# Antonio Carrera
Antonio Carrera, né le 15 mars 2004 à Pachuca au Mexique, est un footballeur mexico-américain. Il joue au poste de gardien de but au FC Dallas.

## Biographie

### Jeunesse et formation
Antonio Carrera fait partie du FC Dallas depuis l'âge de 10 ans et participe à la Coupe Dallas (en), où il termine deuxième en 2017 et remporte la Wanda Cup du meilleur gardien en 2018,.
Il passe la saison 2021 à s'entraîner et à faire des apparitions sur le banc du North Texas SC tout en jouant avec l'académie du FC Dallas.

### En club
Le 22 février 2022, il signe un contrat en tant que Homegrown Player avec le FC Dallas jusqu'en 2024 avec des options pour 2025 et 2026,.
Le 27 mars 2022, il fait ses débuts professionnels avec le North Texas SC, l'équipe réserve du le FC Dallas en MLS Next Pro, contre Minnesota United 2. Son équipe s'impose 3-1.
Il est nommé joueur de la vingt-quatrième journée de la MLS Next Pro, après avoir enregistré 10 arrêts et un blanchissage contre les Whitecaps de Vancouver 2, le 26 août 2023.
Le 22 février 2024, Antonio Carrera est prêté au North Carolina FC en USL Championship,. Il est rappelé au FC Dallas après 4 rencontres avec le North Carolina FC, le 19 juin 2024,.
Il remporte la conférence Ouest et se hisse en finale où son équipe se défait de l'Union de Philadelphie II. Cependant, il est remplaçant lors de cette rencontre et ne monte pas au jeu.

### En équipe nationale
Né au Mexique, Antonio Carrera déménage aux États-Unis à un jeune âge et possède la double nationalité. Il fait partie de l'équipe des États-Unis des moins de 20 ans qui remporte le Championnat de la CONCACAF des moins de 20 ans 2022,. Il est de nouveau appelé avec les moins de 20 ans pour la Coupe du monde des moins de 20 ans 2023,. Il est également appelé avec l'équipe des moins de 23 ans pour les Jeux panaméricains de 2023.

## Vie privée
Il est le frère de Nico Carrera, footballeur au Deportivo Toluca. Sa sœur cadette, Ana et son frère cadet, Juan sont également footballeur.

## Palmarès
États-Unis -20 ans
- Championnat de la CONCACAF des moins de 20 ans
  - Vainqueur : 2022